# آلمالو (داغستان)
آلمالو (به لاتین: Almalo) یک منطقهٔ مسکونی در روسیه است که در شهرستان کومترکالینسکی واقع شده‌است.